# 姜西
姜西（1932年—1984年12月26日），也译作善希。柬埔寨政治家。

## 简历
为柬埔寨华人后裔。1950年加入越盟。 1954年12月底，撤退至越南民主共和国。1970年朗诺发动政变后，返回柬埔寨国内参加抗美战争，与宾索万一起从事宣传工作。1973年由于反对波尔布特，逃回了越南。1979年1月随越军攻入金边。1980年任国防部副部长。1981年任部长会议副主席兼国防部长，柬埔寨人民革命党政治局委员。
1981年12月2日宾索万倒台后，姜西出任代理总理。1982年2月10日正式任总理。
1984年12月26日在莫斯科死于癌症。1984年12月31日，越通社正式报道了姜西的死讯。